# Regulile Cahn-Ingold-Prelog

Exemplu de aplicabilitate al sistemului CIP și prioritatea grupelor funcționale în cadrul moleculei organice

Regulile sau convenția de prioritate Cahn-Ingold-Prelog (adesea numit simplu sistemul CIP) este un sistem de reguli folosit în chimia organică pentru nomenclatura chimică a stereoizomerilor, mai exact pentru unii enantiomeri, diastereoizomeri și izomeri Z-E. Numele provine de la cei trei chimiști care au introdus sistemul, R.S. Cahn, C.K. Ingold și Vladimir Prelog.